# Philip Richmond
Philip Henry Richmond (* 31. Dezember 1890 in Nottingham; † 1958) war ein englischer Fußballspieler.

## Karriere
Richmond spielte in der Saison 1913/14 für den belgischen Erstligisten Racing Club Bruxelles und kam dabei auf sechs Tore in 15 Ligaeinsätzen. In der Sturmreihe spielte er an der Seite seiner Landsleute, dem Brüderpaar Charles „Cyrille“ Bunyan und Maurice Bunyan, der sich zudem den Titel des Torschützenkönigs sicherte, sowie des belgischen Nationalspielers Adolphe Becquevort. Da in Belgien noch Amateurstatus herrschte ist anzunehmen, dass er dort aus beruflichen Gründen weilte.
Im Frühjahr 1914 trat er beim nordwestenglischen Klub FC Bury in Erscheinung und spielte zunächst in einem Spiel der Reservemannschaft. Bereits einige Tage später debütierte er in der Football League Second Division bei einem 1:1-Unentschieden vor 10.000 Zuschauern im Heimspiel gegen Leeds City. Das Innentrio wurde von den Vereinsverantwortlichen für diese Partie völlig neu gebildet. Neben Richmond, der als rechter Halbstürmer aufgeboten wurde, debütierte mit Jack Lythgoe ein weiterer Amateur auf der Mittelstürmerposition, und Jock Goldie, der üblicherweise in der Läuferreihe zum Einsatz kam, wurde als linker Halbstürmer aufgeboten. Die Partie blieb Richmonds einziger Auftritt in der Football League, weitere fußballerische Aktivitäten sind nicht überliefert.